# Vivigo
Vivigo (en asturiano: Vivíu) es un lugar de la parroquia española de Oviñana, perteneciente al municipio de Cudillero, en la comunidad autónoma de Asturias.

## Historia
Hacia mediados del siglo XIX, el lugar, ya por entonces perteneciente a Oviñana, que pertenecía a la parroquia de Soto de Luiña del municipio de Cudillero, tenía contabilizada una población de 178 habitantes. Aparece descrito en el decimosexto y último volumen del Diccionario geográfico-estadístico-histórico de España y sus posesiones de Ultramar de Pascual Madoz con las siguientes palabras:

VIVIGO: l. en la prov. de Oviedo, ayunt. de Cudillero y felig. de Sta. Maria de Soto de Luiña: sit. á la der. de la Concha de este nombre en la parte occidentral del llano que media entre San Pedro de Boca de Mar y dicha Concha; hallándose este pueblo comprendido bajo el nombre de lugar de Oviñana, unido con Riego de Arriba y Riego de Abajo, que estan en la misma llanada; hay 12 barcos de pescar, mas cómodos y seguros que los de la Concha de Vivigo y la de Salcediello: pasa por la citada llanada cerca de dicho Vivigo: el camino prov. de la costa, siendo su terreno fértil y de buena calidad: prod. maiz, habas, patatas, escanda y otros frutos: pobl. 44 vec., 178 almas.
(Madoz, 1850, p. 362)

Vivigo fue entidad singular de población de la parroquia de Oviñana hasta 2017, año en que tenía empadronados 84 habitantes, todos ellos en el núcleo de población de ese nombre. Ya no figura ni en el Nomenclátor del Instituto Nacional de Estadística ni en el Nomenclátor de entidades de población de la Sociedad Asturiana de Estudios Económicos e Industriales.